# Driftwood (Musikprojekt)
Driftwood war ein niederländisches Trance-Projekt bestehend aus Thijs Ploegmakers, Dirk Jans und Ron van Kroonenburg.

## Geschichte
Thijs Ploegmakers und Dirk Jans wurden beide in Schaijk, einem Ort im Süden von Holland geboren und kannten sich seit ihrer Jugend. 2002 und 2003 produzierten sie zusammen mit ihrem Freund Ron van Kroonenburg die Singles Freeloader und Anything Goes unter dem Projektnamen Driftwood. Freeloader wurde ein weltweiter Club-Hit und erreichte auch Chartplatzierungen im Vereinigten Königreich, in Deutschland, Belgien und in den Niederlanden.
2006 veröffentlichte das Duo Ploegmakers und Jans unter dem Namen Shocksteady eine weitere Single Take a Ride, die sich in der holländischen Tipparade platzieren konnte.

## Diskografie

### Singles
- 2002: Freeloader
- 2003: Anything Goes
- 2006: Take a Ride (als Shocksteady)

### Remixe
- 2002: Paffendorf – Crazy Sexy Marvellous
- 2002: Lasgo – Pray
- 2002: Dee Dee – The One
- 2003: 4 Strings – Let It Rain
- 2003: Jordan & Baker – Millions
- 2003: DJ Sammy – Sunlight
- 2003: Martin Eyerer – Rhythm As Such